# Isidoro Fernández Flórez
Isidoro Fernández Flórez (Madrid, 1840-Madrid, 8 de abril de 1902), también conocido por el pseudónimo Fernanflor, fue un escritor, periodista, crítico de arte y humorista español.

## Biografía
Nacido en Madrid  en 1840, estudió en el Instituto de San Isidro y, aconsejado adoptó el seudónimo de Fernanflor».
Empezó como periodista en La Ilustración de Madrid más o menos hacia 1870 y fue luego redactor de El Imparcial, haciéndose célebres las crónicas que redactaba bajo el sobrenombre de «Un Lunático», y de él partió la idea de publicar Los Lunes de El Imparcial. En 1879 consiguió que algunos de sus compañeros en este periódico se embarcaran en la fundación de uno nuevo, el diario El Liberal y en sus páginas publicó crítica de arte y literaria y las «Entrepáginas», en una línea semejante a la de Los Lunes de El Imparcial; también fue redactor de La Razón Española y colaborador de La Ilustración Española y Americana de Madrid y, con crónicas semanales durante ocho años, de La Ilustración Ibérica de Barcelona, lo que abandonó cuando le dieron un asiento en el consejo de administración de El Liberal. También fue colaborador de La España Moderna y del semanario El Arte.
Escribió ensayos literarios y estudios sobre José Zorrilla y Manuel Tamayo y Baus. En 1898 ingresó en la Real Academia Española. Al margen de su labor literaria y periodística, también tomó partido a favor del republicanismo y llegó a ser gobernador civil de Guipúzcoa durante tres meses en 1872. Falleció en su ciudad natal el 7 de abril de 1902. Póstumamente, en 1907, apareció una recopilación de artículos: Periódicos y periodistas. 
Como narrador fue un ágil cuentista, aficionado a los temas mundanos, que trató de forma satírica y frecuentemente humorística, aunque también cultiva a veces el relato de tema trágico, sombrío e incluso truculento. Son dos principalmente sus colecciones de este género: Cuentos rápidos (Barcelona, 1886) y Cuentos (1904). Otras obras suyas son Cartas a mi Tío (Madrid, M. Romero, 1903).
No consta relación de parentesco con el más célebre escritor y periodista gallego Wenceslao Fernández Flórez (1885-1964).